# Allahu Akbar (quốc ca)
Allahu Akbar (Thượng Đế vĩ đại nhất) (tiếng Ả Rập: الله أكبر), là tên của bài quốc ca của Đại dân quốc Nhân dân Xã hội chủ nghĩa Ả Rập Libya (trước đó là của Cộng hòa Ả Rập Libya). Ban đầu, nó là một bài hát hành quân Ai Cập đã trở thành phổ biến ở Ai Cập và Syria trong cuộc chiến tranh kênh đào Suez năm 1956. Nó đã được chọn làm quốc ca chính thức của Libya vào ngày 01 tháng 09 năm 1969, bởi nhà lãnh đạo Libya Muammar al-Gaddafi, cho thấy hy vọng của ông về sự đoàn kết thế giới Ả Rập. Nó đã thay thế bài quốc ca Libya, Libya, Libya trước đó được dùng bởi Vương quốc Libya sử dụng kể từ khi độc lập vào năm 1951. Sau khi Gaddafi bị lật đổ, thì chính phủ mới đã thay thế bài này thành bài Libya, Libya, Libya cũ, và nó đã được dùng làm quốc ca của Libya đến nay